# Majd Mardo
Majd Mardo   (Alep, 1 de juny de 1989) és un actor de teatre i cinema siriano-neerlandès i realitzador de documentals.

## Biografia
A 9 anys, Majd Mardo va arribar com a refugiat de Síria als Països Baixos en 1998, juntament amb els seus pares i les seves germanes. Després de passar un any i mig en centres per a sol·licitants d'asil, els seus pares es van instal·lar en Groningen, on Majd va seguir un curs de formació professional intermèdia de teatre en el ROC Noorderpoort. Des de 2009, va assistir a l'Acadèmia d'Art Dramàtic de Maastricht, on es va graduar en 2013. Juntament amb el seu antic company Steef de Bot, Mardo va fundar la Stichting Icarus, amb la qual volen donar als joves que han quedat fora de casa l'oportunitat de fer realitat els seus somnis a través del teatre i el cinema.
En 2014 va actuar en la premiada producció Nobody Home, de la directora Daria Bukvić, juntament amb altres dos actors, tots ells arribats als Països Baixos com a refugiats. En 2016, sota la mateixa directora, va actuar en la representació juvenil Jihad. També va actuar en la productora audiovisual Nationale Reisopera (The News) i en les companyies de teatre De Toneelmakerij (Jamal, Macbeth), Het Nationale Theater (Polleke) i Toneelgroep Oostpool (Kinderen van Judes), entre d'altres. En la televisió, Mardo va poder veure's en Overspel, Nachtoord i Kamp Holland, entre d'altres. Pel seu paper de refugiat sirià en el telefilm Jungle, va rebre una Vedella d'Or en 2017, al costat del també actor George Tobal. En el telefilm Gewoon vrienden, va interpretar el paper d'un estudiant de medicina graduat que torna als seus pares en Almere amb les cames penjant, i allí s'enamora d'un noi del gimnàs.
A partir de la temporada teatral 2018-19, Mardo forma part del grup permanent de Toneelgroep Amsterdam (TA). Comentant aquest ascens, va dir: «És un llarg viatge des d'Alep a TA, però crec que estic allí. Ivo, els actors, els directors, la casa... És un honor. Puc tornar a l'escola i aprendre dels millors». Dirigit per Ivo van Hove, en 2018 Mardo va estar en l'obra Tan poca vida, adaptació de la novel·la homònima de Hanya Yanagihara. Segons Ron Rijghard, crític teatral del NRC Handelsblad, l'elegant actuació de Mardo va proporcionar l'alleujament còmic necessari en aquest drama negre sobre l'abús infantil i les seves conseqüències psicològiques i físiques.
Majd Mardo és obertament gai i viu a Amsterdam.